# مینفرایت
مینفرایت (انگلیسی: Mainfreight) شرکت لجستیک نیوزیلندی است، که در سال ۱۹۷۸ تأسیس شد.